# Aerostato de gas

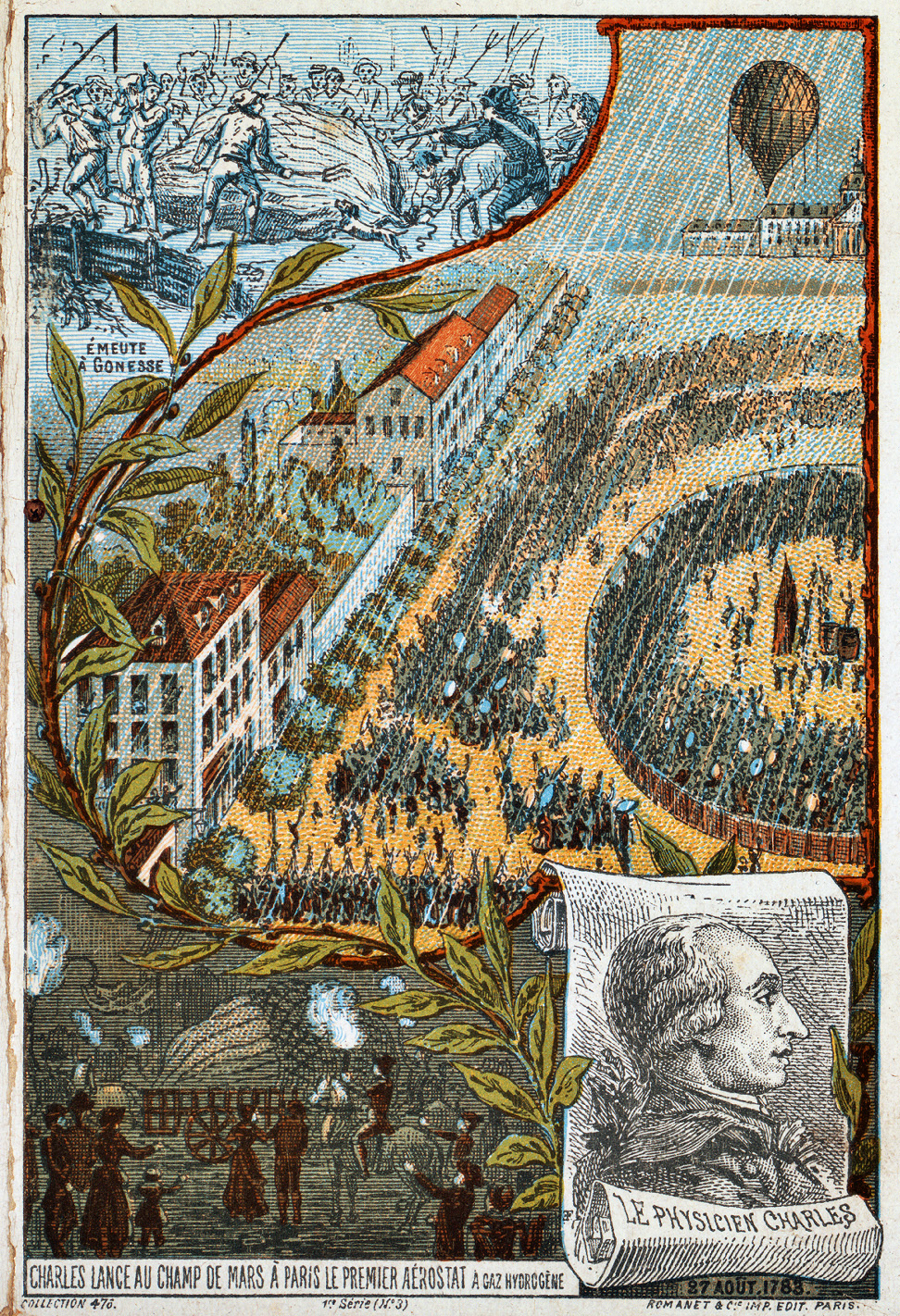
El primer lanzamiento de un aerostato de gas por Jacques Charles, 27 de agosto de 1783, en Campo de Marte, París.

Un aerostato de gas es un globo aerostático que se mantiene a flote al estar inflado con un gas menos denso (más liviano) que el aire, generalmente helio o hidrógeno. Un aerostato de gas se conoce también como charlière por su inventor Jacques Charles.

## Historia
El primer aerostato de gas realizó su primer vuelo en agosto de 1783. No llevaba pasajeros ni carga y reventó cuando alcanzó una altitud muy elevada. Más tarde en ese mismo año, se realizó el primer vuelo tripulado poco después de la primera ascensión en un globo de aire caliente y siendo, de hecho, la primera ascensión registrada de un hombre en un aparato volador. Los globos de gas permanecieron populares durante la época hasta la aparición del vuelo con motor. Los aerostatos de gas podían volar más alto y más rápido que los globos de aire caliente, pero eran más peligrosos ya que estaban rellenos de hidrógeno inflamable, que, a diferencia del helio, se podía obtener en grandes cantidades con facilidad. Los aerostatos de gas se utilizaron durante la guerra civil estadounidense y las guerras napoleónicas en menor medida, y durante el siglo XIX por aficionados y acróbatas como los Blanchard.

## En la actualidad
En la actualidad, los aerostatos de gas suelen utilizar helio, un gas inerte que no arde. Se utilizan con regularidad para investigación a altitudes elevadas como los globos meteorológicos y en vuelos tripulados para conseguir nuevas marcas.
Los globos rellenos de helio para investigación científica pueden volar a altitudes superiores a los 50 km por encima del nivel del mar, por encima de la estratosfera de la Tierra y hacia la mesosfera. A tales alturas, el globo vuela por encima del 99% de la atmósfera terrestre y opera casi en vacío. Se utilizan la luz del Sol y estrellas en ultravioletas y otras longitudes de onda que no pueden penetrar la atmósfera, para detectar rayos cósmicos débiles o la radiación de fondo de microondas o para estudiar las condiciones de la parte superior de la atmósfera.
Las sondas soviéticas Vega 1 y 2 dejaron dos globos de gas con experimentos científicos en la atmósfera de Venus, que transmitieron señales a la Tierra durante dos días.
El deporte de montar en globo de gas es bastante común en Europa, principalmente en Alemania donde se utiliza hidrógeno como gas. Debido a sus condiciones especiales de construcción, los aerostatos de gas tienen un récord de seguridad muy alto. El deporte se han expandido a los Estados Unidos, donde se utilizan globos de helio e hidrógeno. Sin embargo, los profesionales de este deporte son una minoría, apenas alcanzado algunas decenas de pilotos activos en todo el país.

## Marcas

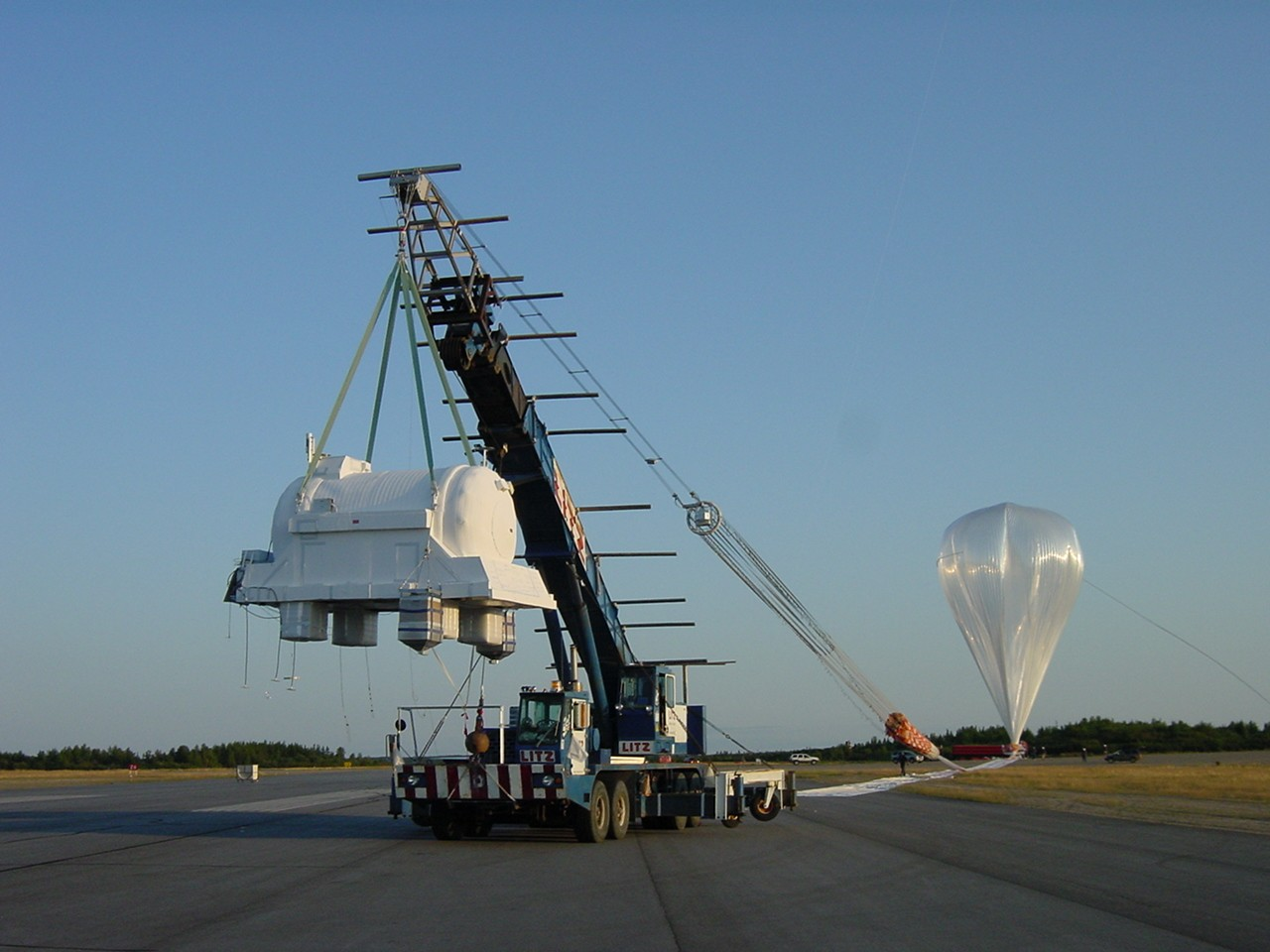
Un globo de investigación científica siendo lanzado cerca de Lynn Lake en Manitoba (Canadá). El gas se expande hasta ocupar sus 1.130.000 m³ de capacidad que se elevará hasta una altitud de 37 km. El experimento de 2400 kg está suspendido de una grúa mientras se llena el aerostato.

El 15 de agosto de 1932 se alcanzó los 18.000 m en un globo de hidrógeno de la FNRS (Fundación Nacional de Investigación Científica de Bélgica) equipado con una cabina presurizada. El globo fue diseñado y operado por el suizo Auguste Piccard que entonces trabajaba en Bélgica.
La marca de altitud para un globo tripulado se estableció en 34 668 m el 5 de abril de 1961 por Malcolm Ross y Victor Prather en un aerostato que se lanzó desde la cubierta del USS Antietam en el golfo de México.
El 17 de agosto de 1978, el aerostato de gas Double Eagle II, pilotado por los estadounidenses Anderson, Abruzzo y Newman, realizó el primer cruce sobre el Océano Atlántico posándose en Miserey (Francia) tras un viaje de 5022 km realizado en 5 días, 17 horas, 5 minutos y 50 segundos.
En marzo de 1999, el globo Breitling Orbiter 3 pilotado por el suizo Bertrand Piccard y el británico Brian Jones realizó la vuelta alrededor del planeta sin paradas, con una distancia total de 40 814 km realizados en 19 días, 21 horas y 55 minutos. El globo, sin embargo, no era un aerostato de gas, sino un híbrido entre globo de gas y globo de aire caliente. El invento servía para volar durante más tiempo sin necesidad de llevar contrapesos.
El récord de altitud para un globo sin tripulación es de 53.0 km. Lo alcanzó un globo Fujikura con un volumen de 60 000 m³, lanzado en mayo de 2002 desde Sanriku (Iwate). Se trata de la mayor altura conseguida por un vehículo atmosférico. Únicamente los cohetes, aviones cohete y proyectiles balísticos han volado más alto.

## En la cultura popular
Un globo estratosférico MIR francés que se desvió de su lugar de origen quedando suspendido en el cielo de la provincia de Buenos Aires durante varias horas el 17 de septiembre de 1985 causó intriga, desconcierto y pánico en los observadores, que creyeron estar en presencia de un OVNI  generando un gran número de llamados de testigos tanto a medios de difusión como al observatorio astronómico de la ciudad de La Plata. 